# First Squad
First Squad (tiếng Nga: Первый отряд: Момент истины, tiếng Nhật: ファーストスクワッド, tạm dịch: Biệt động đội) là một dự án hoạt hình tập dài liên doanh của ba quốc gia Nga, Nhật Bản, Canada. Truyện phim lấy ý tưởng từ cuộc Chiến tranh Vệ quốc vĩ đại nhưng có những hư cấu giả tưởng bên trong nhằm khơi gợi tính chất khốc liệt của cuộc chiến tranh và giáo dục tinh thần ái quốc trong giới trẻ.

## Nội dung
Truyện phim bắt đầu trong những ngày đầu cuộc Chiến tranh Vệ quốc vĩ đại, một nhóm thiếu niên Liên Xô với những khả năng phi thường đã được chọn để điều khiển các đơn vị chiến đấu đặc biệt nhằm chống lại quân phát xít Đức. Đối địch với họ là một viên sĩ quan SS, y nuôi ý đồ làm sống lại đội quân Thập tự chinh từ thế kỷ XII để làm tăng thêm sức mạnh của tập đoàn Đức Quốc xã.

## Nhân vật
- Nadya Ruslanova
- Valya
- Lyonia
- Zina
- Marat
- Tướng Leonsky
- Monakh
- Vrach
- Nam tước von Wolff
- Mẹ Nadya
- Tướng Belov

## Giải thưởng
- Giải thiết kế đặc biệt - Liên hoan phim Quốc tế Moskva. (2009)
- Giải thưởng của báo Kommersant

## Sự kiện thú vị
- Bộ phim được chuyển thể từ tiểu thuyết Biệt đội thứ nhất: Hiện thực của nhà văn Anna Starobinets và truyện tranh cùng tên của họa sĩ Enka Sugihara.
- Một studio mới đã được lập để làm bộ phim này là Molot Entertainment.
- Bắt đầu thực hiện vào năm 2008, bộ phim do đội ngũ Studio 4°C gồm Asino Yoshharu đảm nhận việc đạo diễn và thực hiện hoạt họa. Mikhail Shprits, Aleksey Klimov, và Takona Eiko đảm nhiệm việc viết kịch bản và sản xuất. Nakata Hirofum thiết kế nhân vật và phần âm nhạc giao cho nhạc sĩ người Nhật là DJ Krush thực hiện.
- Phim đã ra mắt tại Liên hoan phim Cannes, Locarno, Fantasporto và Fantasia.